# Ciència-ficció militar

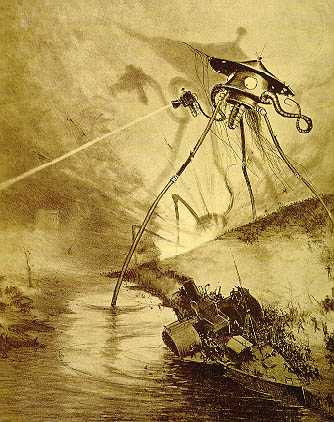
Un Tripod de La guerra dels mons de H.G. Wells

La ciència-ficció militar és un subgènere de la ciència-ficció en literatura, còmics, pel·lícules i videojocs on es fa servir tecnologia pròpia de la ciència-ficció, principalment armament, per motius militars. Els personatges principals acostumen a ser membres d'una organització militar implicada en alguna activitat militar, que, de vegades, pot ocórrer a l'espai exterior o en altres planetes.
Una descripció detallada del conflicte, les tàctiques i armament que s'hi empren, i el paper d'un servei militar i dels membres individuals són trets típics d'una obra de ciència-ficció militar. Les històries acostumen a fer servir conflictes de la Terra del passat o actuals, amb els països sent reemplaçats per planetes o galàxies de característiques similars, els cuirassats passant a ser naus espacials i amb certs esdeveniments canviat per tal que l'autor pugui extrapolar el que ha ocorregut.

S'emfatitzen els valors militars tradicionals de valentia, sacrifici, sentit del deure i camaraderia, i l'acció acostuma a estar descrita des del punt de vista d'un soldat. Típicament, la tecnologia és més avançada que la del present i es descriu en detall. En algunes històries, tanmateix, la tecnologia és força estàtica, i es fan servir armes que serien familiars per a soldats actuals, si bé alguns altres aspectes de la societat canviats. Per exemple, les dones poden estar acceptades per a papers de combat iguals que als dels homes. En moltes històries de ciència-ficció militar, els avenços tecnològics són claus per al desenvolupament de la història, però les batalles s'acostumen a guanyar amb enginy i valentia i no amb la tecnologia.
Diversos aspectes de la ciència-ficció militar són els mateixos que els de les space opera, concentrant-se en batalles espacials a gran escala amb armes futuristes. En un extrem, el gènere es fa servir per especular sobre futures guerres amb viatges espacials implicats, o els efectes de tal guerra en eles humans; a l'altre, consisteix en l'ús d'arguments ficticis militars amb parts superficials de ciència-ficció. El terme "space opera militar" es fa servir de vegades per denotar aquest subgènere, com va fer la crítica Sylvia Kelso quan va descriure la saga Vorkosigan de Lois McMaster Bujold.
La diferència principal entre la ciència-ficció militar i les space opera és que els personatges principals d'una space opera no són soldats militars, sinó civils o paramilitars. La ciència-ficció militar no necessàriament està ambientada a l'espai exterior o en un escenari amb múltiples planetes, a diferència de les space opera.

## Història
Es poden trobar precursors de la ciència-ficció militar en històries de "guerres futures" que es remunten fins a la història de George Chesney "The Battle of Dorking" (1871). Altres obres de ficció la van seguir, incloent-hi "The Land Ironclads" de H.G. Wells. Finalment, quan la ciència-ficció va esdevenir un gènere establert i separat, la ciència-ficció militar es va establir com un subgènere d'aquesta. Entre obres d'aquest subgènerehi ha Uller Uprising (1952) de H. Beam Piper (basada en els esdeveniments del motí dels sipais). Starship Troopers (1959) de Robert A. Heinlein és una altra obra de CF militar, juntament amb Dorsai (1960) de Gordon Dickson, i aquestes obres es consideren les responsables de la popularització d'aquest subgènere entre els lectors joves de l'època.
La Guerra del Vietnam va causar que veterans amb experiència en combat es decidissin a escriure ciència-ficció, entre els quals Joe Haldeman i David Drake. Durant els anys 70, obres com The Forever War de Haldeman i Hammer's Slammers de Drake van ajudar a popularitzar el gènere. També eren populars històries curtes, recollides en llibres com Combat SF, editat per Gordon R. Dickson. Aquesta antologia inclou una de les primeres històries de Hammer's Slammers, com també una de les històries BOLO de Keith Laumer i una de les històries Berserker de Fred Saberhagen. Sembla que aquesta antologia fou la primera de ciència-ficció en tractar específicament sobre la guerra i en haver estat anunciada com a tal. La sèrie d'antologies amb el títol There Will be War editada per Pournelle i John F. Carr (nou volums entre 1983 i 1990) va ajudar a mantenir la categoria activa, i van encoratjar a nous autors a afegir-s'hi.